# Hans-Jörg Meyer
Hans-Jörg Meyer (* 20. April 1964 in Wolfenbüttel) ist ein deutscher Sportschütze, der vor allem in der Disziplin Luftpistole und auch in der Disziplin Freie Pistole antritt.
Hans-Jörg Meyer ist staatlich geprüfter Maschinenbau-Techniker. Der Wolfenbütteler startet für den Schützenbund Broistedt und wird von Peter Kraneis trainiert. Seit 2005 startet Meyer erfolgreich im Weltcup. Beste Ergebnisse waren 2005 und 2008 vierte Ränge mit der Luftpistole in München. Ebenfalls in München erreichte er 2005 als Fünfter sein bestes Ergebnis mit der Freien Pistole. 2006 wurde Meyer 33. mit der Luftpistole bei der Weltmeisterschaft, 2008 in Winterthur bei der Europameisterschaft in derselben Disziplin Achter. Er qualifizierte sich für die Olympischen Spiele von Peking, wo er über 50 Meter mit der Freien Pistole 12. und über 10 Meter mit der Luftpistole 20. wurde. 2009 wurde er in der Disziplin Freie Pistole über 50 m bei der Europameisterschaft in Osijek Vizeeuropameister.